# Punta de la rama de la gigante roja

Las estrellas similares al Sol tienen un núcleo degenerado en la rama de las gigantes rojas y ascienden hasta la punta antes de iniciar la fusión del helio del núcleo con un destello.

La Punta de la rama de gigante roja (TRGB) es un indicador primario de distancia utilizado en astronomía. Utiliza la luminosidad de las estrellas más brillantes de la rama rojo-gigante de una galaxia como la  candela estándar para medir la distancia a esa galaxia. Se ha utilizado junto con observaciones del Telescopio Espacial Hubble para determinar los movimientos relativos del  cúmulo local de galaxias dentro del Supercúmulo Local. Los telescopios terrestres de clase 8 metros como el VLT también son capaces de medir la distancia TRGB dentro de tiempos de observación razonables en el universo local.

## Método

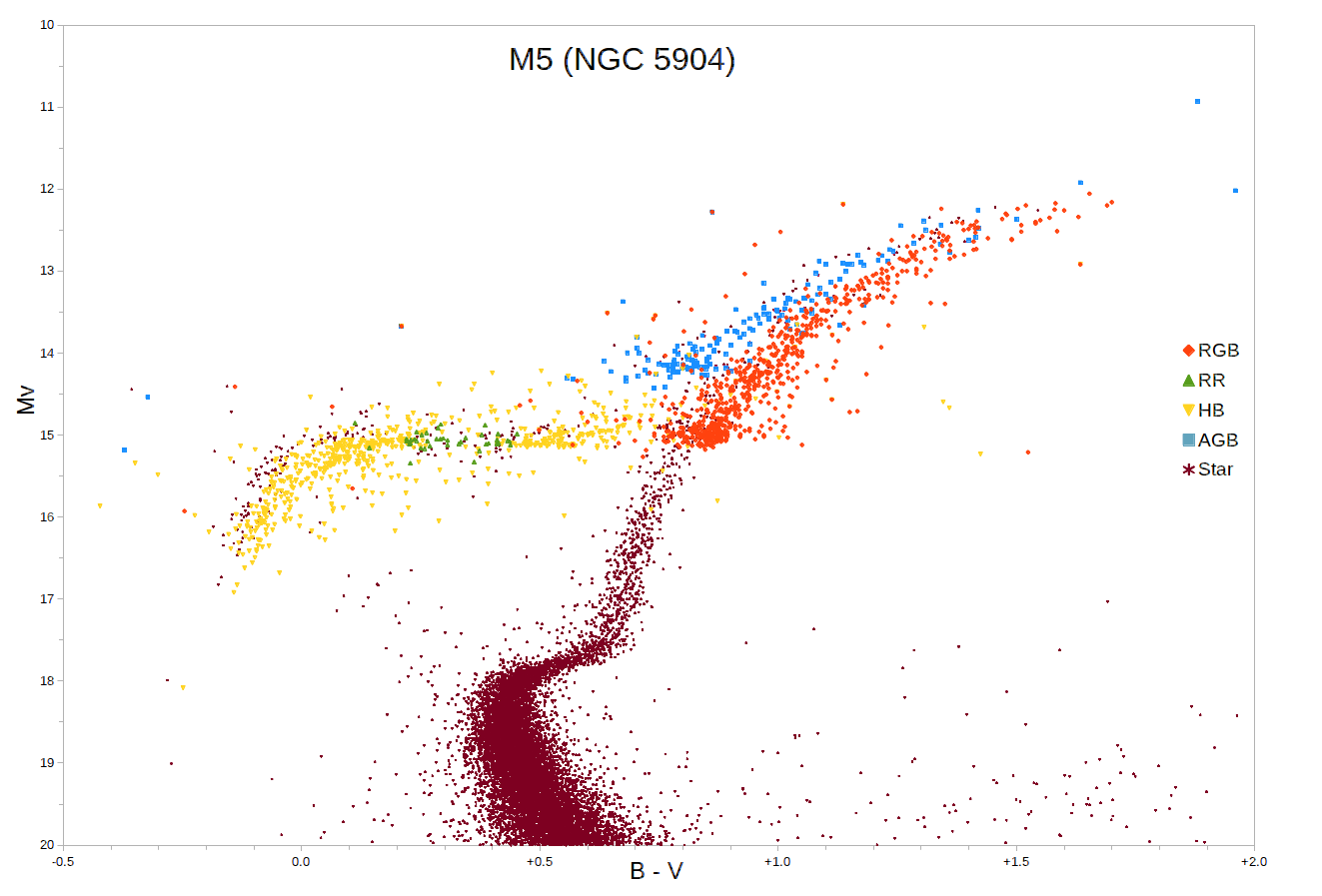
Diagrama de Hertzsprung-Russell para cúmulo globular M5. La rama de las gigantes rojas va desde la delgada rama horizontal subgigante hasta la parte superior derecha, con varias de las estrellas RGB más luminosas marcadas en rojo.

El diagrama de Hertzsprung-Russell (diagrama HR) es un gráfico de la luminosidad estelar frente a la temperatura superficial para una población de estrellas. Durante la fase de combustión del hidrógeno en el núcleo de una estrella similar al Sol, aparecerá en el diagrama HR en una posición a lo largo de una banda diagonal llamada secuencia principal. Cuando el hidrógeno del núcleo se agote, se seguirá generando energía por fusión de hidrógeno en una envoltura alrededor del núcleo. El centro de la estrella acumulará la "ceniza" de helio procedente de esta fusión y la estrella migrará a lo largo de una rama evolutiva del diagrama HR que conduce hacia la parte superior derecha. Es decir, la temperatura de la superficie disminuirá y la producción total de energía (luminosidad) de la estrella aumentará a medida que aumente la superficie.
En un momento dado, el helio del núcleo de la estrella alcanzará una presión y una temperatura en las que podrá empezar a experimentar fusión nuclear a través del proceso triple alfa. Para una estrella con menos de 1,8 veces la masa del Sol, esto ocurrirá en un proceso llamado flash del helio. La  trayectoria evolutiva de la estrella la llevará entonces hacia la izquierda del diagrama HR a medida que la temperatura superficial aumenta bajo el nuevo equilibrio. El resultado es una discontinuidad brusca en la trayectoria evolutiva de la estrella en el diagrama HR. Esta discontinuidad se denomina punta de la rama de la gigante roja.
Cuando las estrellas distantes en la TRGB se miden en la banda I (en el infrarrojo), su luminosidad es algo insensible a su composición de elementos más pesados que el helio (metalicidad) o a su masa; son una vela estándar con una magnitud absoluta en la banda I de -4,0±0. 1. Esto hace que la técnica sea especialmente útil como indicador de distancia. El indicador TRGB utiliza estrellas de las poblaciones estelares antiguas (Población II).